# Magnum (sorvete)

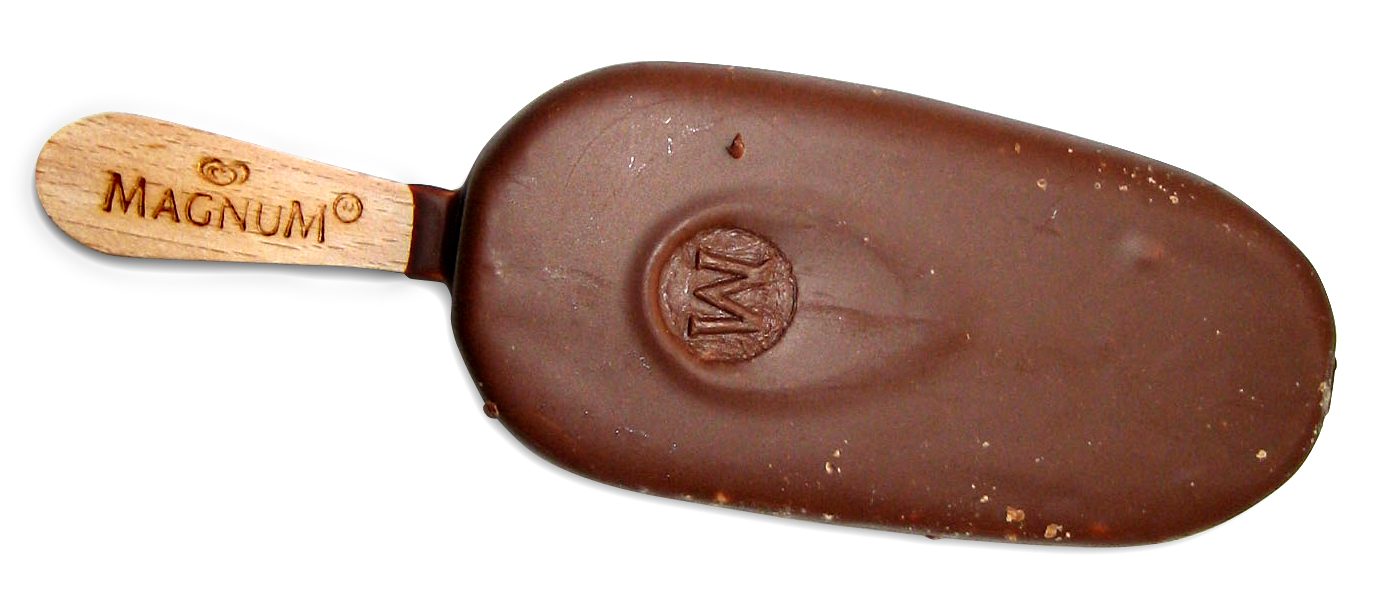
Magnum Classic.

Magnum é uma marca de sorvete de propriedade da empresa britânica-holandesa Unilever, e vendida como parte da linha de produtos Heartbrand, conhecida no Brasil como Kibon e em Portugal como Olá. Foi feito originalmente por Frisko em Aarhus na Dinamarca. O Magnum original de 1987 (mais tarde rebatizado como Magnum Classic) consistiu de uma barra grossa de sorvete de baunilha em um palito, coberto com chocolate branco ou escuro, com um peso de 86 gramas (120 ml).
Em 2016, Os gelados Magnum foram encolhidos, no âmbito de um projeto de promoção de vida saudável. A empresa Unilever quis reduzir as calorias dos seus gelados que constituem doses individuais, para ajudar os consumidores a controlar as calorias que ingerem.
As doses individuais de gelados produzidos pela Unilever foram limitadas a um máximo de 250 calorias. Aqueles que ultrapassavam o limite foram encolhidos.
O Magnum Amêndoa, o mais calórico, encolheu de 110 mililitros para 100 para ficar dentro do limite de calorias.

## Sabores
Brasil
2018
- Red Velvet[3]

2017
- Tarte Aux Pommes[4]

2016
- Crème Brulê[5]
- Petit Gateau[5]

2015
- Cookie and Cream[6]
- Celebration[7]
- Infinity[8]

## Ver Também
- Kibon

## Ligações Externas
- Variantes do Magnum